# ماري إليزابيث إليس
ماري إليزابيث إليس (بالإنجليزية: Mary Elizabeth Ellis) مواليد (11 مايو، 1979) ممثلة أمريكية. إشتهرت بدور النادلة في المسلسل الكوميدي فيلادلفيا دائما مشمسة الذي عرض على قناة «FX». كما تظهر في مسلسل الازواج المثاليين على قناة «NBC» ومسلسل غرايندير على قناة «Fox».

## نشأتها وحياتها الشخصية
ولدت ماري في مدينة لوريل، بولاية مسيسيبي في 11 مايو، 1979. إرتادت الجامعة الميثودية الجنوبية وتخرجت عام 2002. تزوجت إليس بزميلها في مسلسل فيلادلفيا دائما مشمسة تشارلي داي في 4 مارس، 2006. ولد طفلهما الأول واسمهُ راسل والاس داي في 15 ديسمبر، 2011.

## حياتها المهنية
ظهرت إليس في عدة أعمال تلفزيونية مثل: كولد كايس (2009)، دون أثر (2007)، هاوس (2006)، النهايات السعيدة (2012)، الفتاة الجديدة (2011)، ورينو 911!. اشتهرت إليس بدور النادلة في مسلسل قناة «FX» الكوميدي فيلادلفيا دائما مشمسة (2005-الآن).
كانت إليس عضوا في طاقم مسلسل قناة «NBC» الكوميدي الازواج المثاليين الذي عرض لموسم واحد في 2011.

## سيرتها المهنية

### سينما
| السنة | العنوان    | العنوان                   | الدور          |
| السنة | بالعربية   | بالإنجليزية               | الدور          |
| ----- | ---------- | ------------------------- | -------------- |
| 2008  |            | A Quit Little Marriage    | اوليف          |
| 2009  |            | Pulling                   | كارين          |
| 2014  |            | The Last Time You Had Fun | اليسون         |
| 2015  |            | The Truth About Lies      | شارون          |
| 2015  |            | The Last Time You Had Fun | اليسون         |
| 2016  | عقول مدبرة | Masterminds               | ميشيل تشامبيرز |

### تلفاز
| السنة     | العنوان               | العنوان                           | الدور          | ملاحظات   |
| السنة     | بالعربية              | بالإنجليزية                       | الدور          | ملاحظات   |
| --------- | --------------------- | --------------------------------- | -------------- | --------- |
| 2004      |                       | Cracking Up                       | جينيفير        | 1 حلقة    |
| 2004      | رينو 911!             | !Reno 911                         | توأم إنبريد    | 1 حلقة    |
| 2005-الآن | فيلادلفيا دائما مشمسة | It's Always Sunny in Philadelphia | النادلة        | 25 حلقة   |
| 2011-2014 | الفتاة الجديدة        | New Girl                          | كارولين        | 6 حلقات   |
| 2012      | جورجيا                | Georgia                           | جورجيا         | 3 حلقات   |
| 2012      |                       | Up All Night                      | كوني تشافين    | 2 حلقات   |
| 2013-2012 | النهايات السعيدة      | Happy Endings                     | دافين ويلسون   | 2 حلقات   |
| 2013      | آل ميلرز              | The Millers                       | ديبي           |           |
| 2013      | بروكلين ناين ناين     | Brooklyn Nine-Nine                | الطبيبة روسي   | 1 حلقة    |
| 2014      |                       | !Comedy Bang! Bang                | مديرة الشبكة   | 1 حلقة    |
| 2015      | التاريخ الثمل         | Drunk History                     | دورثي فولدهايم | 1 حلقة    |
| 2016-2015 | غرايندر               | The Grinder                       | ديبي سانديرسون | دور رئيسي |

### مسرح
| السنة | العنوان  | العنوان     | الدور |
| السنة | بالعربية | بالإنجليزية | الدور |
| ----- | -------- | ----------- | ----- |
| 2001  | العاصفة  | The Tempest | آرييل |

## وصلات خارجية
- ماري إليزابيث إليس على موقع IMDb (الإنجليزية)
- ماري إليزابيث إليس على موقع ألو سيني (الفرنسية)
- ماري إليزابيث إليس على موقع ميوزك برينز (الإنجليزية)
- ماري إليزابيث إليس على موقع أول موفي (الإنجليزية)
- ماري إليزابيث إليس على موقع قاعدة بيانات الفيلم (الإنجليزية)
- ماري إليزابيث إليس على موقع كينوبويسك (الروسية)